# Sara Rogenhofer
Sara Rogenhofer (geboren 1950 in Amberg) ist eine deutsche bildende Künstlerin. Sie lebt und arbeitet in München.

## Leben
Während des Studiums an der Akademie der Bildenden Künste München von 1973 bis 1980 war sie Mitbegründerin der Malgruppe WeibsBilder (1977–1988). Sara Rogenhofer steht in einer Tradition, die vor allem durch die Gruppe Cobra aus dem abstrakten Expressionismus und Informel der Nachkriegszeit eine bunte, phantastische, figurative, mythische und experimentelle Bildwelt entwickelt hat. Diese künstlerische Ausrichtung wurde in München im Zusammenhang mit Künstlergruppen wie SPUR oder Geflecht weitergeführt. Einem breiten Kunstpublikum bekannt wurde Sara Rogenhofer bereits als Mitbegründerin des Malkollektivs WeibsBilder, das von 1977 bis 1988 existierte, die mit den Mitteln der expressiven Malerei und von Gemeinschaftsbildern versucht haben zu erkunden, ob es so etwas wie eine weibliche Imagination gibt.
Florian Rötzer schreibt in einem Ausstellungskatalog unter anderem: "Die Bilder von Sara Rogenhofer entstehen nicht nur aus der Arbeit mit der Materialität und damit auch der Räumlichkeit der Farben, sondern sie sind auch das Ergebnis eines über eine mehr oder weniger lange Zeit sich abspielenden Dialogs zwischen dieser Schicht für Schicht mit körperlichen Gesten auf die Leinwand aufgetragenen Materialität und der Imagination oder Ein-Bildung, die die entstandenen Räume und Gestalten aufgreift und weiter treibt."

### Werke in öffentlichen Sammlungen
Von Sara Rogenhofer sind Arbeiten unter anderem in der Bayerischen Staatsgemäldesammlung, der Bayerischen Staatsregierung und der Artothek in München, sowie in der Nationalbank São Paulo und der Kunsthalle Schweinfurt zu sehen.

## Ausstellungen (Auswahl)
Ab 1980 bis 2014 hatte die Künstlerin zahlreiche Ausstellungen, darunter
- Galerie Francoise Heitsch, München
- Galerie van de Loo, München
- Städt. Galerie Rathaushalle, München
- Otto Galerie, München
- Künstlerwerkstätten Lothringerstraße München
- "Ameisenhaufen der Kultur", Kopenhagen
- "Neue Kunstszene München", Stuck Villa, München
- "Kunst mit Eigen-Sinn, Museum des 20. Jahrhunderts, Wien
- Galerie São Paulo, São Paulo
- Galerie Schloß Porcia, Spittal (A)
- Kulturzentrum Gasteig
- Gruppenkunstwerke, Halle K 7, Documenta 8, Kassel
- Centrum Beeldende Kunst, Groningen, NL
- Frauenmuseum Bonn 1997, Gabriele Münter Preis, Bonn[4]
- "Circuitos d’Aqua", Ausstellung im Rahmen der Expo
- Kunstmesse Karlsruhe
- Galerie Klaus Lea, WB, München
- Landesmuseum Innsbruck, Österreich
- Kunstverein Weiden, Kunst & Partner, Weiden

## Veröffentlichungen
- 1985 art – Das Kunstmagazin 6/1988: Kunstszene München, Gruner + Jahr Hamburg
- 1985 "Women artists", Hrsg. Gisela Ecker, London
- 1988 Gespräche über Asthetik zusammen mit Florian Rötzer in der Frankfurter Rundschau und Kunstforum International
- 1988 Deutsche Tage 68, Bayerischer Rundfunk (Filmbeitrag)
- 1991 Zusammen mit F. Rötzer Herausgabe des Bandes "Künstlergruppen: Von der Utopie einer kollektiven Kunst", Kunstforum International
- 1993 "Kunst machen? Gespräche und Essays!" Hrsg. v. Florian Rötzer und Sara Rogenhofer, K. Boer Verlag, München und Reclam-Verlag
- 1997 "Vom Blauen Reiter bis Frisch gestrichen", Künstlergruppen, Horst G. Ludwig, München
- 2000 Positionen – Deutsche Kunst nach 1945, Städt. Sammlungen Schweinfurt
- 2004 Monografie in: Kunstforum International, Bd. 170
- 2006 Kürschners Handbuch der Bildenden Künstler, Leipzig 2006